# Grützmachergraben
Der Grützmachergraben ist ein Wassergraben im Berliner Bezirk Spandau. Vollständig im Ortsteil Haselhorst verlaufend, mündet der Graben rechtsseitig in die Spree.
Der Oberlauf des Grabens verläuft im Zickzack. Dies deutet auf einen nicht mehr existenten, mit Lünetten besetzten Schutzwall (siehe Königliche Pulverfabrik) hin.

## Verlauf
Der Graben beginnt etwas nördlich der Rhenaniastraße, als Abfluss des Rohrbruchteichs, unterquert die Straße und entwässert die Rohrbruchwiesen. Für die beginnenden 1920er Jahre ist der Rohrbruchteich nicht eingetragen, vielmehr speist sich der Grützmachergraben aus dem gesamten Rohrbruch und der Graben wendet sich an dessen Südende nach Westen. Die Feuchtwiesen sind ein Erlenbruch im nordwestlichen Haselhorst, an dessen südöstlichem Rand die Kleingartenanlage Kolonie Haselbusch liegt. Die Straße wurde von Rhenania-Ossa, einer Vorläuferin der Shell, als Zufahrtsstraße zu ihren Grundstücken angelegt, auf denen 1927 ein Tanklager errichtet wurde. Aktuell ist es die direkte Verbindung zwischen Haselhorst und der Wasserstadt Oberhavel. Am Ende des Sumpfes knickt der Graben an der Lünette in Fließrichtung scharf nach rechts ab. An der Adickesstraße knickt der Graben erneut rechtwinklig, diesmal nach links und unterquert die Daumstraße.
In den Sümpfen am Ursprung des Grabens leben Biber. Die Rohrbruchwiesen sind mittlerweile ein sichtbares Biotop für diese Tiere. Der Tod von insgesamt zehn Bibern seit 1999 durch Fahrzeuge verursachte eine über die Grenzen Spandaus hinausgehende Diskussion. Die Biber wechseln über die Rhenaniastraße, der einzigen Landverbindung zwischen den nördlichen Rohrbruchwiesen um den Rohrbruchteich und den südlichen Rohrbruchwiesen, und dem Alten Spandauer Schifffahrtskanal. Letztlich wurde im Februar 2007 die Rhenaniastraße im Sumpfbereich nachts für den Verkehr vollgesperrt. Eine Ausnahme ist für die Buslinie 139 der BVG beschlossen worden. Am 9. Juni 2006 wurde die zulässige Höchstgeschwindigkeit auf 30 km/h gesenkt und ein Warnschild aufgestellt. Für die Zukunft gibt es Überlegungen, die Barrierewirkung des Straßenbauwerks durch Sperrung bzw. Rückbau der Rhenaniastraße oder Bau eines Kleintierleitsystems für Biber zu beseitigen.
Leicht mäandrierend fließt das Grabenwasser durch den Grützmacherpark bis zum Telegrafenweg weiter. In diesem Abschnitt wird der Graben von einer Fußgängerbrücke überspannt. Dann geht der Grützmachergraben fast geradlinig an einem Gewerbegebiet vorbei, schneidet das Gelände des BMW-Motorradwerks und unterquert die Straße Am Juliusturm.
Der Unterlauf hinter der Straße Am Juliusturm ist schnurgerade kanalisiert mit einer künstlich geschaffenen Überschwemmungsfläche. Das Teilstück mündet rechtsseitig in die Spree, kurz vor deren Mündung in die Havel.

## Grützmacherpark

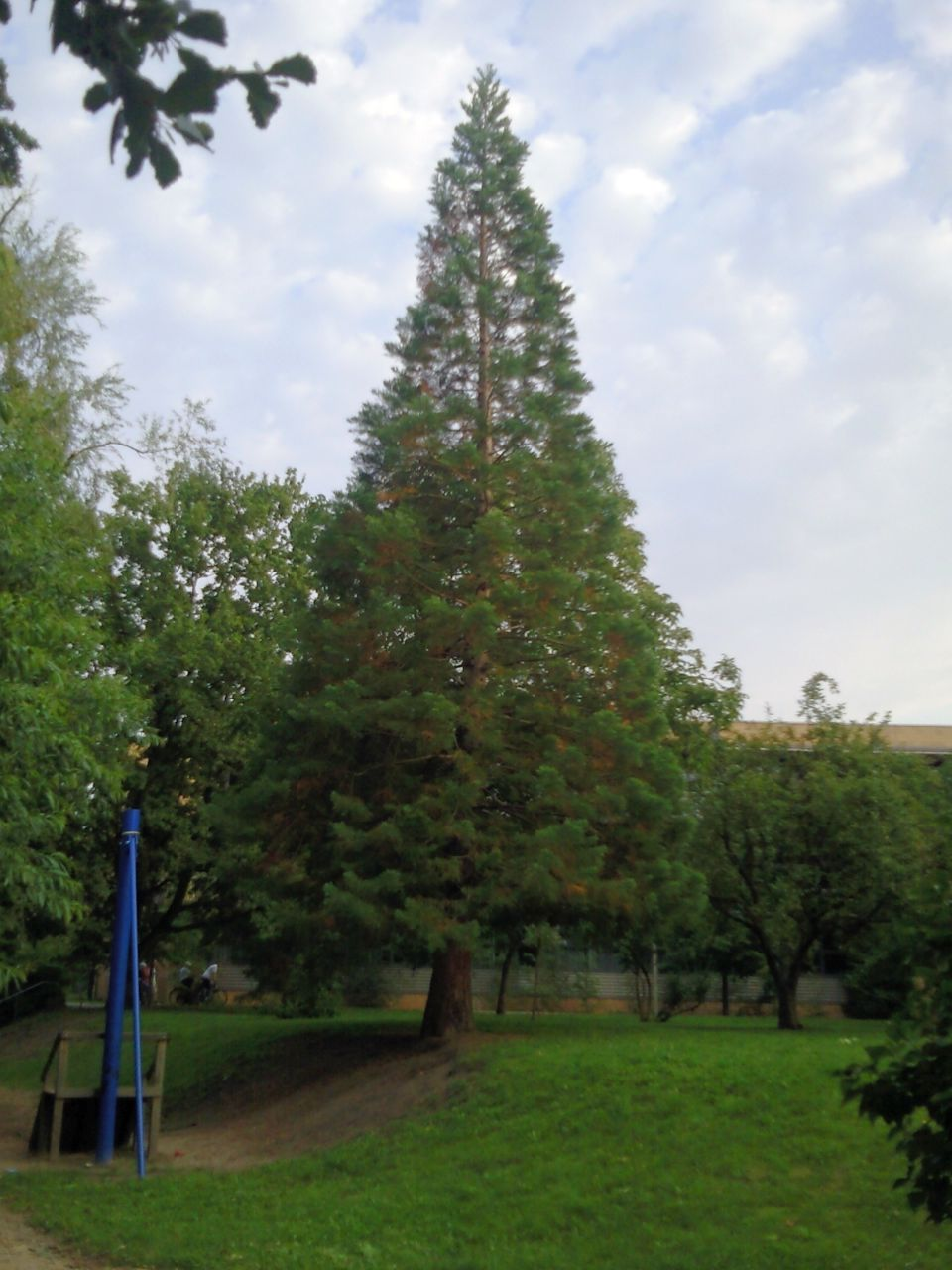
Baum im Grützmacherpark

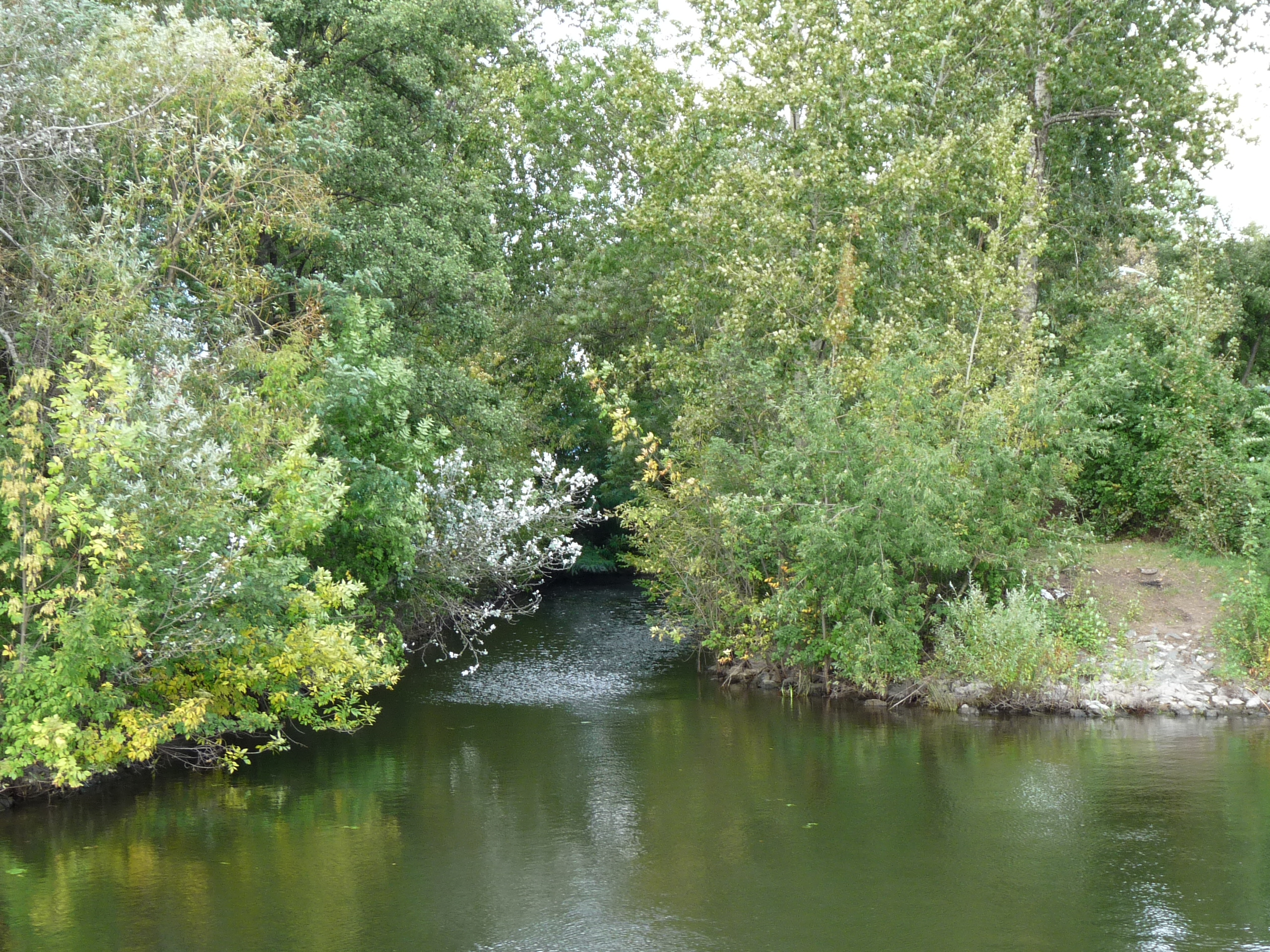
Einmündung Grützmachergraben am Kilometer 1,48 der SOW

Der im östlichen Bereich des nach der einstigen Pulvermühle benannten Quartiers Pulvermühle gelegene Park wird von der Daumstraße im Osten, dem Goldbeckweg im Westen und Norden und dem Telegrafenweg im Süden begrenzt. Hierzu wurde der Grützmachergraben durchgehend freigelegt und renaturiert. Ein Wanderweg zieht sich entlang des Grabens, teilweise auf einer Stahlkonstruktion, die ein direktes Betreten ökologisch wichtiger und schwer passierbarer Bereiche verhindern soll. Auf dieser Seite sind Bänke und Spielflächen für Kinder und Jugendliche entstanden. Der dem Graben folgende Wanderweg wechselt hier über eine Gitterrost-Brücke die Grabenseite. Je ein mit Efeu bewachsener Baum auf jeder Seite des Grabens wurde mit dem jeweils anderen mit einem Kronensicherungsseil (Cobra, 2 t) verbunden. Damit sollte dem Efeu die Möglichkeit zur Grabenüberbrückung gegeben werden und die Brücke somit ein natürliches Dach erhalten. Die Maßnahme scheiterte. Das Seil hängt funktionslos zwischen den Bäumen.
Auf der linken Seite zieht sich ein Weg durch Baumbewuchs und an Magerrasen und Sandtrockenrasen vorbei. Zum Erhalt dieses Biotops wurden invasive Neophyten, vorrangig die wildgewachsenen Robinia pseudoacacia, entfernt. Der Park soll die „wohnungsnahe Grünflächenversorgung für das Quartier Pulvermühle“ sicherstellen. Die Parkfläche beträgt etwa drei Hektar.

## Brücken

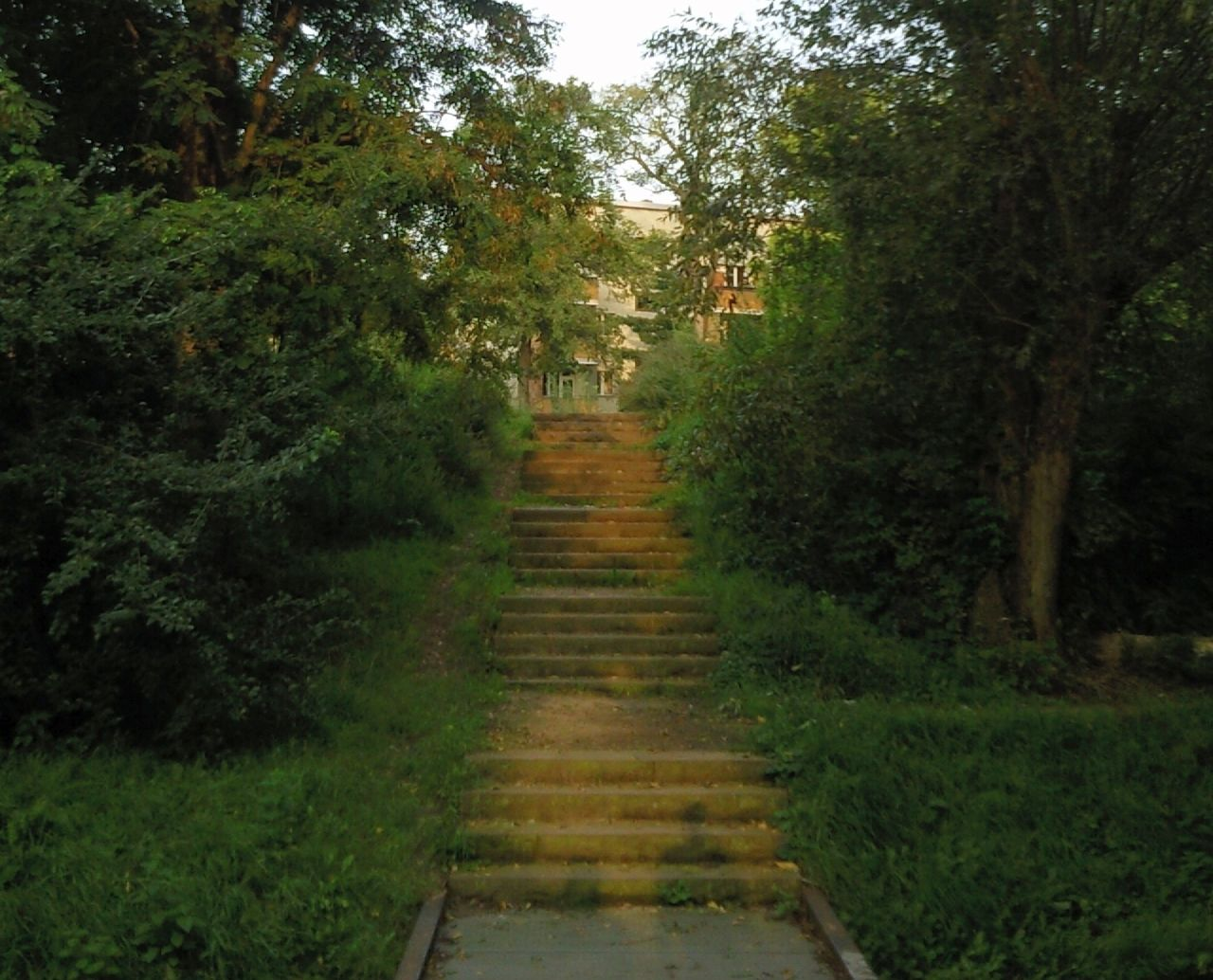
Treppe zur Brücke über den Grützmachergraben

Die Daumstraßenbrücke ist die erste Brücke über den Grützmachergraben. Als Bogenbrücke ausgeführt, sind die Sichtflanken der Brücke mit Kleinsteinpflaster versehen. Im Grützmacherpark wird der Graben durch eine zwischen 2000 und 2001 errichtete Fußgängerbrücke überspannt. Diese hat eine Stützweite von 22 Metern. Kurz hinter der Insel im Graben führt der Wanderweg mittels einer Gitterrost-Brücke auf das andere Ufer des Grabens. Die Straßenbrücke Telegrafenweg/Grützmachergraben ist eine Bogenbrücke unter der Fahrbahn. Der Telegrafenweg, der auch von schweren Lkw passiert werden muss, quert dort den Grützmachergraben.

## Grabenname
Der Grützmachergraben ist wahrscheinlich, ebenso wie der etwas abseits gelegene Grützmacherweg, nach dem früheren Besitzer der Forstparzelle Haselhorst und des dazugehörenden Gutshofs benannt worden.